# Discografia dei Crossfaith
La discografia dei Crossfaith, gruppo musicale giapponese, si compone di quattro album in studio, un album demo e sei EP, pubblicati tra il 2008 e il 2018.

## Album

### Album in studio
| Anno | Titolo | Classifiche | Classifiche | Classifiche   | Classifiche     | Classifiche |
| Anno | Titolo | JPN         | AUS         | USA Hard rock | USA Heatseekers | UK          |
| ---- | --- | ----------- | ----------- | ------------- | --------------- | ----------- |
| 2011 | The Dream, the Space - Data di pubblicazione: 20 aprile - Etichetta: Zestone, Gan-Shin, Tragic Hero - Formato: CD, download digitale         | 67          | —           | —             | —               | —           |
| 2013 | Apocalyze - Data di pubblicazione: 4 settembre - Etichetta: Smaller Recordings, Search and Destroy, The End - Formato: CD, download digitale | 19          | —           | 18            | 13              | 137         |
| 2015 | Xeno - Data di pubblicazione: 18 settembre - Etichetta: Ariola Japan, Razor & Tie, UNFD - Formato: CD, download digitale                     | 14          | 82          | —             | —               | 136         |
| 2018 | Ex Machina - Data di pubblicazione: 1º agosto - Etichetta: Sony Music, UNFD - Formato: CD, download digitale                                 | 16          | —           | —             | —               | —           |

### Demo
| Anno | Titolo                                                                                 |
| ---- | -------------------------------------------------------------------------------------- |
| 2008 | Blueprint of Reconstruction - Etichetta: indipendente - Formato: CD, download digitale |

## Extended play
| Anno | Titolo | Classifiche |
| Anno | Titolo | Giappone    |
| ---- | --- | ----------- |
| 2009 | The Artificial Theory for the Dramatic Beauty - Data di pubblicazione: 4 settembre - Etichetta: Zestone, Gan-Shin - Formato: CD, download digitale |             |
| 2012 | Zion - Data di pubblicazione: 20 giugno - Etichetta: Zestone, The End, Halfcut, Search and Destroy - Formato: CD, download digitale                | 38          |
| 2016 | New Age Warriors - Data di pubblicazione: 27 luglio - Etichetta: Sony Music, UNFD - Formato: CD+DVD, download digitale                             | 30          |
| 2017 | New Age Warriors Remix - Data di pubblicazione: 10 febbraio - Etichetta: UNFD - Formato: download digitale                                         | —           |
| 2017 | Freedom - Data di pubblicazione: 2 agosto - Etichetta: Sony Music, UNFD - Formato: CD, 2 CD, download digitale                                     | 21          |
| 2018 | Wipeout - Data di pubblicazione: 24 gennaio - Etichetta: Sony Music, UNFD - Formato: CD, 2 CD, download digitale                                   | 22          |

## Singoli
| Anno | Titolo                                  | Classifiche | Album di provenienza   |
| Anno | Titolo                                  | Giappone    | Album di provenienza   |
| ---- | --------------------------------------- | ----------- | ---------------------- |
| 2012 | Monolith                                | —           | Zion                   |
| 2013 | We Are the Future                       | —           | Apocalyze              |
| 2013 | Countdown to Hell/Jagerbomb             | —           | Apocalyze              |
| 2014 | Madness                                 | 15          | /                      |
| 2015 | Ghost in the Mirror (feat. Caleb Shomo) | —           | Xeno                   |
| 2015 | Xeno                                    | —           | Xeno                   |
| 2015 | Devil's Party                           | —           | Xeno                   |
| 2016 | Get It Out (vs SiM)                     | —           | /                      |
| 2017 | Revolution (The Bloody Beetroots Remix) | —           | New Age Warriors Remix |
| 2017 | Diavolos                                | —           | Freedom                |
| 2018 | The Perfect Nightmare                   | —           | Ex Machina             |
| 2018 | Catastrophe                             | —           | Ex Machina             |

## Videografia

### Album video
| Anno | Titolo                                                                                                 | Classifiche |
| Anno | Titolo                                                                                                 | Giappone    |
| ---- | --- | ----------- |
| 2014 | Madness - Pubblicato: 8 ottobre - Etichetta: Sony Music                                                | 15          |
| 2015 | Live in United Kingdom at London Koko - Pubblicato: 14 settembre - Etichetta: Ariola Japan             | 38          |
| 2015 | Across the Future - The Beginning - すべての始まり - Pubblicato: 18 novembre - Etichetta: Ariola Japan | 58          |
| 2017 | Live in Japan - At Makuharimesse - - Pubblicato: 2 agosto - Etichetta: Sony Music                      | 33          |

### Video musicali
| Anno | Titolo                                | Regista          |
| ---- | ------------------------------------- | ---------------- |
| 2009 | Blue                                  | Maxilla          |
| 2009 | Fiction in Hope                       | Maxilla          |
| 2011 | Stars Faded in Slow Motion            | Maxilla          |
| 2011 | Snake Code (Caribbean Death Roulette) | Maxilla          |
| 2012 | Monolith                              | Maxilla          |
| 2013 | Jägerbomb                             | Inni Vision      |
| 2013 | Omen (The Prodigy cover)              | Maxilla          |
| 2013 | Photosphere                           | Inni Vision      |
| 2013 | We Are the Future                     | Maxilla          |
| 2013 | Eclipse                               | Inni Vision      |
| 2013 | Countdown to Hell                     | Inni Vision      |
| 2013 | Scarlett                              | Inni Vision      |
| 2014 | The Evolution                         | Inni Vision      |
| 2014 | Madness                               | Maxilla          |
| 2015 | Devil's Party                         | Maxilla          |
| 2016 | Wildfire (feat. Benji Webbe)          | Maxilla          |
| 2016 | Get It Out (vs SiM)                   |                  |
| 2016 | Rx Overdrive                          | Maxilla          |
| 2017 | Freedom (feat. Rou Reynolds)          | Taichi Kimura    |
| 2017 | Rockstar Steady (feat. Jesse)         | Spikey John      |
| 2018 | Wipeout                               | Jason Eshraghian |
| 2018 | The Perfect Nightmare                 | Ego              |
| 2018 | Catastrophe                           | Maxilla          |